# Коденцовское сельское поселение
Коденцовское сельское поселение — муниципальное образование в Каменском районе Воронежской области.
Административный центр — село Коденцово.

## География

### Границы
Общая протяженность границы поселения — 31493 м.
Согласно Закону Воронежской области от 15.10.2004 N 63-ОЗ «Об установлении границ, наделении соответствующим статусом, определении административных центров отдельных муниципальных образований Воронежской области» (принят Воронежской областной Думой 30.09.2004) линии прохождения границы сельского поселения.
I. по смежеству с Трехстенским сельским поселением.
От точки стыка 11275 Коденцовского, Карпенковского и Трехстенского сельских поселений граница, пересекая пойму реки Гнилая Россошь, проходит в восточном направлении до днища балки и далее пересекает автомобильную дорогу Каменка — Коденцово, далее вдоль южной стороны лесной полосы в восточном направлении до точки стыка 52166 Коденцовского, Трехстенского сельских поселений и Подгоренского муниципального района. Протяженность границы — 7199 м.
II. по смежеству с Подгоренским муниципальным районом.
От точки стыка 52166 граница проходит в южном направлении от вершины балки Калиново вдоль лесной полосы, огибая лесные массивы с южной стороны, пересекает реку Гнилая Россошь, проходит до яра Волчий, до точки стыка 52124 Коденцовского сельского поселения, Подгоренского муниципального района и Карпенковского сельского поселения. Протяженность границы — 14109 м.
III. по смежеству с Карпенковским сельским поселением.
От точки стыка 52124 граница проходит преимущественно в северном направлении, огибая яр Волчий вдоль лесной полосы, пересекает балку Урочище Попово и далее пересекая автомобильную дорогу Воронеж — Луганск — Коденцово и балку Россоховатый Яр, затем вдоль лесной полосы с южной её стороны в восточном направлении до точки стыка 11275 Коденцовского, Карпенковского и Трехстенского сельских поселений. Протяженность границы — 10185 м. 

## Административное деление
Состав поселения:
- село Коденцово.

## Население
| 2010 | 2012 | 2013 | 2014 | 2015 | 2016 |
| ---- | ---- | ---- | ---- | ---- | ---- |
| 761  | ↘738 | ↘736 | ↘701 | ↘663 | ↘658 |
| 2017 | 2018 |      |      |      |      |
| →658 | ↘647 |      |      |      |      |

Удельный вес русского населения примерно составляет 98 %, остальные украинцы, армяне.

## Инфраструктура
Личное подсобное хозяйство с зоной сельскохозяйственного использования, индивидуальная застройка усадебного типа.
Основа экономики — сельское хозяйство: животноводство, растениеводство. 2 сельхозпредприятия.

### Социальные объекты
Коденцовский ФАП, МОУ Коденцовская ООШ, отделение почтовой связи, два магазина смешанного типа, Каменский филиал Острогожского ОСБ 989/075, Коденцовский СДК, администрация поселения. Промышленных предприятий нет